# Alecrim
Alecrim, amtlich portugiesisch Município de Alecrim, ist eine Gemeinde im Bundesstaat Rio Grande do Sul im Süden Brasiliens. Das Munizip liegt etwa 540 km westlich von Porto Alegre. 

## Geographie
Benachbart sind die Orte Porto Mauá, Tuparendi, Santo Cristo und Porto Vera Cruz. 
Sie liegt in der Região das Missões und im Grenzgebiet zu Argentinien am Río Uruguay.

## Geschichte
Ursprünglich war Alecrim Teil des Munizips Santo Cristo.
Nach Schätzung des IBGEs verlor der Ort innerhalb von 8 Jahren etwa ein Siebtel seiner Einwohner; im Jahr 2018 wurden etwa 6000 Einwohner geschätzt, während es im Jahr 2010 noch mehr als 7000 gezählt wurden.